# Las oscuras primaveras
Las oscuras primaveras es una película del año 2014 dirigida por Ernesto Contreras y protagonizada por José María Yazpik, Irene Azuela y Cecilia Suárez.

## Sinopsis
Igor (José María Yazpik) y Flora (Cecilia Suárez) son una pareja disfuncional, tiene muchos problemas ya que no pueden ser padres, Igor conoce a Pina se desean profundamente pero no son libres, el es casado y ella tiene un hijo . Ella decidirá hacerle un disfraz de león a su pequeño hijo. Él decidirá comprar una fotocopiadora para su mujer. La primavera llegará a liberarlos, llenando sus vidas de pasión y culpa.

## Reparto
- José María Yazpik - Igor
- Irene Azuela - Pina
- Cecilia Suárez - Flora
- Hayden Meyenberg - Lorenzo
- Flavio Medina - Sandro
- Margarita Sanz - María
- Fernando Becerril - Sr. Valdez
- Mariana Burelli - Maribel
- Armando Hernández - Vendedor
- Enrique Rangel - Prof. Moncada

## Justificación de la película
Al iniciar la realización de la cinta, el director Ernesto Contreras tenía la idea de crear una película para adultos con la intención de explorar los caminos de la infidelidad y el engaño, fruto de las relaciones monótonas y aburridas en las que se va perdiendo con el tiempo el amor entre la pareja. La película plasma las consecuencias de la desesperación y las malas relaciones en el matrimonio y como el deseo puede ser más fuerte que el amor en ocasiones. Invierte el valor de la primavera y revela su lado oscuro. La historia se desarrolla en Ciudad de México, un lugar donde no hay cuatro estaciones por lo que el título remite a la condición humana.